# Фосколос, Николаос
Николаос Фосколос (греч. Νικόλαος Φώσκολος, 11 декабря 1936, остров Тинос, Греция) — афинский архиепископ Римско-католической церкви с 25 июня 1973 по 12 августа 2014.

## Биография
Николаос Фосколос родился 11 декабря 1936 года на греческом острове Тинос.
1 октября 1961 года Николаос Фосколос был рукоположён в священника. 25 июня 1973 года Римский папа Павел VI назначил Николаоса Фосколоса афинским архиепископом. 12 августа 1973 года состоялось рукоположение Николаоса Фосколоса в епископа, которое совершил архиепископ Наксоса, Андроса, Тиноса и Миконоса Иоаннис Перрис с сослужении с архиепископом Корфу, Занте и Кефалинии Антониосом Варталитисом и епископом Сироса и Милоса Георгием Ксенопулосом.
В 1992 году Николаос Фосколос был назначен Римским папой Иоанном Павлом II апостольским администратором архиепархии Родоса.
Николаос Фосколос получил отставку 12 августа 2014 года от Папы римского Франциска.
Николаос Фосколос был архиепископом Афин при пяти Папах Павле VI, Иоанне Павле I, Иоанне Павле II, Бенедикте XVI и Франциске.